# 승관도 (희곡)
《승관도》(중국어: 升官圖)는 중국 작가 천바이천의 희곡으로 시, 소설, 영화와 연극 대본 창작 등 다양한 작품 활동을 했던 천바이천의 전성기 대표작이다.

## 소개
1945년 10월에 창작된 ＜승관도＞는 관객의 엄청난 호응을 이끌어냈을 뿐만 아니라 작가 자신도 가장 마음에 들어 하던 작품이었다고 한다. 이 작품이 공연되던 상하이의 한 극장은 몰려든 관객들로 인해 유리창이 깨질 정도였다고 하니 그 인기는 과히 짐작할 만하다. 이처럼 엄청난 관객의 호응이 이어지자 충칭(重慶)의 췬이(群益)출판사에서는 1946년에 ＜승관도＞의 단행본을 출판하기도 했다.
3막 5장으로 이루어져 있는 이 작품은 비바람이 스산하게 몰아치던 어느 날 밤에 쫓기던 두 강도 가 대저택에 침입해 들어오면서 시작된다. 관리들의 부정부패와 당시의 시대 상황을 희극적으로 묘사하면서 희극과 비극의 절묘한 결합을 이루어내고 있다. ＜승관도＞에는 공적인 일을 처리하는 이들이 관심이 정당한 업무의 집행을 통해 사회 공공의 이익을 실현하는 데 있는 것이 아니라 부정한 방법을 통해 자신들의 출세와 영달만을 추구하는 모습과 이를 이용한 고위 관리들의 부도덕한 수뢰 행태 등이 적나라하게 그려지고 있다. 주목할 만한 것은 이 작품이 보는 이들의 웃음을 자아내는 희극적 분위기를 강하게 담고 있다는 사실이다. ＜승관도＞는 1940년대 중국의 시대 상황을 소재로 하여 희극적 요소와 비극적 요소가 잘 어우러져 있다. 시대적 특성상 자칫 비장함으로 치달을 개연성이 농후함에도 불구하고 이 작품이 가치는 웃음의 말미에 강한 풍자가 자리하고 있다는 사실에서 확인할 수 있다. 풍자의 핵심이 ‘웃음을 동반한 현실 드러내기’라고 한다면 ＜승관도＞를 대표로 하는 천바이천의 희곡은 1940년대, 나아가 중국 현대문학의 풍자문학을 대표한다고 할 수 있을 것이다.

## 서지 정보
- 신진호 역, 2009년, 지식을만드는지식[깨진 링크(과거 내용 찾기)] ISBN 978-89-6406-356-9